# Szergej Kurepov
Szergej Kurepov (Szovjetunió, 1939. augusztus 10. – Kanada, 2006. október 13.) Magyarországon élő, tévéműsorai révén ismert orosz bohóc volt.
Szergej a szomorú megalázott bohóc archetípusát jelenítette meg:

| „ | Gyakran csapnak pofon, sosem veszem zokon. | ” |
|   |                                            |   |

## Élete
Apja (szintén Szergej Kurepov) a Moszkvai Nagycirkusz bohóca volt. Szergej Groznijban született, de a szülei társulata éppen akkor indult egy új helyszínre, így csak hat nap múlva Makajevkában anyakönyvezték. Szülei a háború alatt a frontszínházban szerepeltek. Ekkor Szergejt leningrádi nagynénje nevelte. Leningrád ostroma előtt néhány nappal hagyták el a várost. 1964-ben végzett a moszkvai Artista Főiskolán. Ezután a Szovjetunió különböző cirkuszaiban és varietéiben szerepelt. Moszkvában megismerkedett egy ott tanuló magyar lánnyal. Kapcsolatuk révén került Magyarországra 1970-ben.
Műsora, a „Szervusz, Szergej!”, amelynek zenéjét Bergendy István, szövegét Romhányi József írta, nagy sikerrel ment a Magyar Televízióban, azonban emigrálása (1987) után már nem játszották.
A rendszerváltás után többször próbált ismét képernyőre kerülni, de különböző okokból erre nem kerülhetett sor.
Első feleségét tisztázatlan körülmények között meggyilkolták, a tettes azóta is ismeretlen. Ugyan már régen nem éltek együtt, de felmerült Szergej neve is a gyanúsítottak között, ám ő éppen Moszkvában tartózkodott a bűncselekmény idején. 1988-tól haláláig Kanadában élt második feleségével. Egy lánya és két unokája van.

## Könyv
Rigó Béla - Szergej Kurepov: És akkor Szergej...; Móra Ferenc Könyvkiadó, 1985. ISBN 963114139X
„És akkor Szergej elindult karácsonyfát venni a Nefelejcsszemű lánynak. Aztán megmérkőzött az Istállómesterrel, és megtalálta a Kisfiút. Ám kiderült, hogy a világ tele van istállómesterekkel, a nefelejcsszemű lányok leginkább önmagukat szeretik, a kisfiúk pedig felnőnek, mielőtt igazából megtalálhatnánk őket... ”~ Fülszöveg

## Filmek
- Idegenek (1985)

## Díjak
- Magyar Cirkusz és Varieté: vállalati Nívódíj (1976)
- A Magyar Televízió Elnöksége: Nívódíjban részesíti a „Mákszem Matyi” című műsorban nyújtott alakításáért  (1979)
- A Magyar Televízió Elnöksége: Nívódíjban részesíti az Orosz nyelvű vetélkedő c. műsor műsorvezetéséért  (1981)
- A Magyar Televízió Elnöksége: Nívódíjban részesíti a „Szervusz Szergej” c. sorozatban nyújtott alakításáért (1982)